# Amstrad PC-1640
Pour les articles homonymes, voir Amstrad PC.
Le PC-1640 ou Amstrad PC-1640 est une évolution de l'Amstrad PC-1512, qui fut le premier modèle d'ordinateur personnel compatible PC de la firme britannique Amstrad.

## Configuration
Ce modèle reprenait les mêmes caractéristiques que l'Amstrad PC-1512, mais était équipé d'une mémoire vive étendue à 640 kio et d'une interface graphique au standard EGA. L'écran pouvait s'encastrer dans l'unité centrale, ou se poser à côté. Il était équipé d'une unique alimentation pour le combo écran/unité centrale qui était reliée à l'arrière de l'écran. L'interrupteur d'allumage se trouvait à côté de ce cordon. 
Il disposait selon les modèles de un ou deux lecteurs de disquette 5"1/4, et d'un écran intégré pouvant afficher les modes MDA, CGA et EGA.
L'introduction du mode EGA, via un Chipset Paradise, permettait de répondre aux très vives protestations et remarques que la presse micro avait formulé lors de la sortie du premier PC Amstrad, sur le mode Super-CGA en 16 couleurs 640x200, et sa non standardisation. Le modèle noir et blanc (moins couteux) avait une carte graphique compatible Hercules (720x348 N&B) au lieu de la carte EGA.
Certaines versions étaient également équipées de lecteurs de disquettes 3"1/2 et d'un disque dur en standard (ce qui n'était pas le cas des premiers PC Amstrad uniquement équipés de lecteurs de disquettes 5"1/4).

## Autres noms et fabrication
Le PC-1640 a été vendu sous le nom de PC-6400 aux États-Unis et vendu en Allemagne sous la marque Schneider. Il était intégralement fabriqué sur les lignes de production des sous-traitants chinois de la firme Amstrad. 

## Logiciels
Les modèles PC de la marque utilisaient une déclinaison particulière et assez riche du langage de programmation BASIC, le Locomotive BASIC conçu par Locomotive Software, et largement intégré à l'interface graphique GEM, ce qui était révolutionnaire pour l'époque.
Dans un premier temps, il était fourni avec MS-DOS 3.2 ainsi que l'interface graphique GEM v2.0 et des applications GEM comme GEM Paint. Il était aussi fourni avec DOS+ v1.2 de Digital Research, un des premiers OS compatibles DOS. Par la suite, les premières versions de Windows 2.0 lui furent associées.

## Sources
- Kathy Lang, GEM sur Amstrad PC, (éd. PSI, 1986), 162 p.  (ISBN 2-86595-380-7)
- Stephen Morris, DOS PLUS sur Amstrad PC, (éd. PSI, 1987), 195 p.  (ISBN 2-86595-403-X)
- Brian C. Thomas, Foncez avec l'Amstrad PC 1512 !, (Ed. Cedic/Nathan, 1986), 206 pages  (ISBN 2-7124-0268-5)